# Аль, Эрнст
Эрнст Аль (нем. Ernst Ahl; 1 сентября 1898, Берлин — 1943, Югославия) — немецкий зоолог, ихтиолог и герпетолог.

## Биография
В 1921 году получил учёную степень кандидата наук в Берлинском университете им. Фридриха Вильгельма за работу Zur Kenntnis der Knochenfischfamilie Chaetodontidae insbesondere der Unterfamilie Chaetodontinae.
С 1921 по 1941 годы работал в Зоологическим музее Берлинского университета руководителем отделений рыб и рептилий. Кроме того, с 1927 по 1934 годы был главным редактором журнала Das Aquarium. Являлся активным членом НСДАП.
27 августа 1939 года вступил в ряды вермахта; был ранен в Польше. После своего выздоровления участвовал в военных действиях сначала в Северной Африке, затем в Югославии, где пропал без вести.